# Coniopteryx ujhelyii
Coniopteryx ujhelyii är en insektsart som beskrevs av György Sziráki 1992. Coniopteryx ujhelyii ingår i släktet Coniopteryx och familjen vaxsländor. Inga underarter finns listade i Catalogue of Life.